# Elaphoglossum hieracioides
Elaphoglossum hieracioides är en träjonväxtart som beskrevs av John T. Mickel. Elaphoglossum hieracioides ingår i släktet Elaphoglossum och familjen Dryopteridaceae. Inga underarter finns listade.